# Batalha de Ravena (432)
A Batalha de Ravena de 432 (também conhecida como Batalha de Rimini) pôs em confronto duas forças rivais do Império Romano do Ocidente. De um lado, Flávio Aécio, e do outro Bonifácio. Bonifácio venceu a batalha, mas foi mortalmente ferido.

## Antecedentes
Segundo Edward Gibbon, o confronto foi promovido pela inveja de Flávio Aécio face aos favores e promoção imperial dada a Bonifácio pela imperatriz-mãe Gala Placídia, apesar da sua derrota face aos vândalos de Genserico. Aécio saiu da Gália com um exército de bárbaros (federados), e promoveu o confronto com Bonifácio perto de Ravena, então capital do império ocidental.

## A batalha
A batalha que segundo Procópio colocava em confronto os "dois últimos romanos , teve um desfecho favorável a Bonifácio. No entanto, Bonifácio foi ferido mortalmente (segundo Gibbon pela lança de Aécio) e veio a falecer alguns dias mais tarde. 
Aécio teve que escapar, foi proclamado rebelde pela imperatriz regente Gala Placídia, e foi procurar refúgio entre os hunos. 

## Consequências
Bonifácio assegurou a sucessão do seu genro Sebastiano, no comando do exército imperial. No entanto, Aécio regressou com o apoio dos hunos, e depôs Sebastiano, obrigando à fuga deste. Aécio tomou então controlo absoluto do exército de Roma, e confrontaria os hunos por quem fora apoiado na Batalha dos Campos Cataláunicos.